# Mangōnui

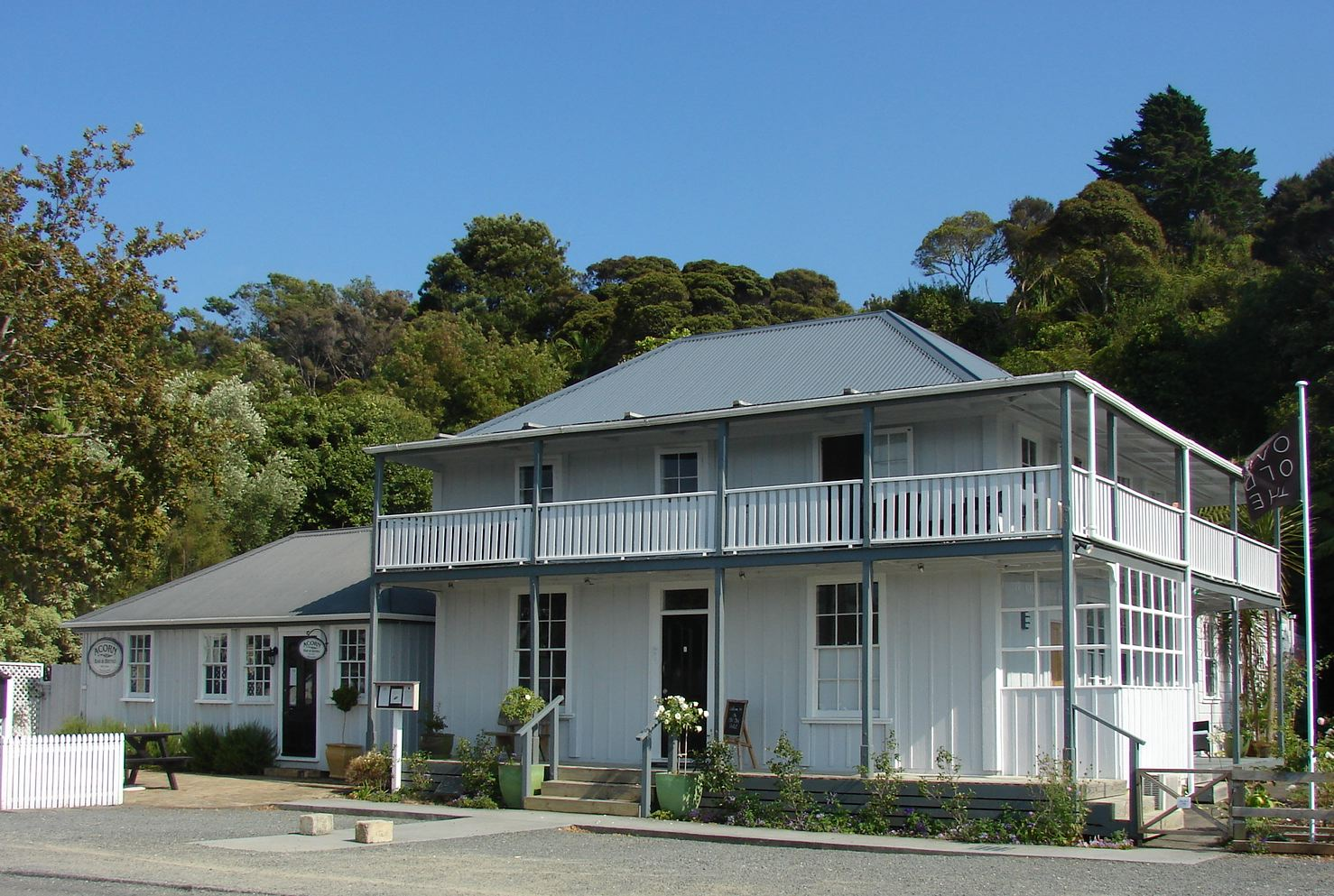
Old Oak Hotel in Mongōnui

Mangōnui ist ein Dorf im Far North District der Region Northland auf der Nordinsel von Neuseeland.

## Namensherkunft
Der Name des Dorfes entstammt der Māori-Sprache und bedeutet so viel wie „großer Hai“.

## Geographie
Das Dorf befindet sich rund 27 km nordöstlich von Kaitaia am Mangōnui Harbour, einem Naturhafen mit Zugang zur Doubtless Bay. Südlich des Dorfes erheben sich die Maungataniwha Range, aus der zahlreiche Streams und Flüsse nach Norden fließen und zum Teil den Mangōnui Harbour speisen.

## Geschichte
Anfang des 19. Jahrhunderts war Mangōnui ein wichtiger Hafen für Handelsschiffe und ein Ort in dem Kauri-Holz verarbeitet und umgeschlagen wurde. Das älteste Gebäude des Dorfes, das Mangonui Court House (Gerichtsgebäude), zeugt von dieser Zeit.

## Bevölkerung
Zum Zensus des Jahres 2013 zählte das Dorf 548 Einwohner.

## Tourismus
Mangōnui bildet zusammen mit den Orten Taipa, Cable Bay und Cooper's Beach eine Reihe von kleinen Küstenerholungsorten, die zusammengefasst unter dem Namen Taipa-Mangonui bekannt sind. Die vielen Strände der Region bieten die Möglichkeiten zum Schwimmen und für Wassersport. In Mangōnui können Boote für die Hochseefischerei gemietet werden.

## Persönlichkeiten
- Shane Jones (* 1959), Politiker